# Прудський
Прудськи́й (рос. Прудской) — селище у складі Калманського району Алтайського краю, Росія. Входить до складу Зимарівської сільської ради.

## Населення
Населення — 137 осіб (2010; 115 у 2002).
Національний склад (станом на 2002 рік):
- росіяни — 89 %